# IEEE 802
Az IEEE 802 az IEEE szabványoknak a helyi hálózatokkal, személyi hálózatokkal és a városi hálózatokkal foglalkozó szabványainak egy csoportja. Több speciális, IEEE 802 szabvány a változó csomag-hosszúságú hálózatokra szorítkozik csak. (Ellentétben a cella alapú hálózatokkal, ahol az adatokat rövid, egyforma hosszúságú egységekben továbbítják, amelyeket celláknak neveznek. Az izoszinkron hálózatok, ahol az adatok továbbítása szabályos oktettek folyamatában vagy oktettek csoportjában történik, szabályos idő intervallumok szerint, szintén kívül esnek ennek a szabványnak a hatókörén.) A 802-es szám egyszerűen az első szabad szám volt az IEEE által kiosztott számok között, és semmi köze ahhoz a tényhez, hogy a csoport az első megbeszélését 1980 februárjában tartotta.
Az IEEE 802 szerinti szolgáltatások és protokollok a hétrétegű OSI hálózati referenciamodell alsó két rétegébe (adatkapcsolati- és fizikai réteg) tartoznak. Az IEEE 802 az OSI adatkapcsolati rétegét két alrétegre (sublayer) osztotta, amelyeket logikai kapcsolatvezérlésnek (LLC) és közeghozzáférés-vezérlésnek (MAC) nevezett el, így a rétegek a következők lettek:
- adatkapcsolati réteg (Data link layer)
  - LLC alréteg (Logical Link Control)
  - MAC alréteg  (Media Access Control)
- fizikai réteg (Physical layer)

Az IEEE 802 szabványcsaládot az IEEE 802 LAN/MAN Standards Committee (LMSC) gondozza. A legszélesebb körben használt szabványok az Ethernet család, a IEEE 802.3, a Token-Ring, a vezeték nélküli LAN-ok a bridzselt és virtuálisan bridzselt LAN-ok.

## Munkacsoportok
- IEEE 802.1 Magas szintű LAN-protokollok
  - 802.1D – Spanning Tree Protocol
  - 802.1Q – Virtual Local Area Networks (VLAN)
  - 802.1aq – Shortest Path Bridging (SPB)
- IEEE 802.2 Logical Link Control és Media Access Control
- IEEE 802.3 Ethernet
- IEEE 802.4 Tokenbusz (feloszlatva)
- IEEE 802.5 Token-Ring (vezérjeles gyűrű)
- IEEE 802.6 Városi hálózatok (feloszlatva)
- IEEE 802.7 Koaxiális kábelt használó alapsávi LAN-ok(feloszlatva)
- IEEE 802.8 Fiber Optic TAG (feloszlatva)
- IEEE 802.9 Integrált LAN szolgáltatások(feloszlatva)
- IEEE 802.10 Együttműködő LAN-ok biztonsága(feloszlatva)
- IEEE 802.11 Wireless LAN (Wi-Fi zárójelentés)
- IEEE 802.12 igény prioritások
- IEEE 802.13 (nem használt)
- IEEE 802.14 kábel modemek (feloszlatva)
- IEEE 802.15 Wireless PAN
  - IEEE 802.15.1 (Bluetooth zárójelentés)
- IEEE 802.16 Alapsávi vezetéknélkü hozzáférés (WiMAX zárójelentés)
  - IEEE 802.16e (Mobil) alapsávi vezeték nélkül hozzáférés
- IEEE 802.17 rugalmas csomag gyűrű
- IEEE 802.18 Rádió szabályozási TAG
- IEEE 802.19 Coexistence TAG
- IEEE 802.20 Mobil alapsávi vezeték nélküli hozzáférés
- IEEE 802.21 Média független kezelés
- IEEE 802.22 Vezeték nélküli regionális hálózatok

## Egyéb, angol nyelvű linkek
- 802 Committee website